# Partit Comunista Obrer Rus - Partit Comunista de la Unió Soviètica
El Partit Comunista Obrer Rus - Partit Revolucionari dels comunistes (rus: Российская коммунистическая рабочая партия в составе Коммунистической партии Советского Союза; РКРП-КПСС; Rossiyskaya kommunisticheskaya rabochaya partiya v sostave Kommunisticheskoy partii Sovetskogo Soyuza, RKRP-KPSS) és un partit polític comunista de Rússia.
El partit es va establir a l'octubre de 2001 sota el nom de Partit Comunista Obrer Rus - Partit Revolucionari dels Comunistes a través de la unificació del Partit Comunista Obrer Rus i el Partit dels Comunistes de Rússia, amb l'objectiu de recuperar el socialisme i la Unió Soviètica.
En les eleccions de 1999 per a la Duma Estatal, el partit va rebre un 2,2 % dels sufragis, la qual cosa va representar un total de 1.481.890 vots. El llavors PCOR-PRC considerava que el majoritari Partit Comunista de la Federació Russa (PCRF) era reformista, però amb motiu de les eleccions a la Duma de 2003 els líders del partit van decidir arribar a un acord per no dispersar el vot comunista.
Al 2007, el ministeri de Justícia va donar oficialment de baixa el partit, malgrat van continuar les activitats polítiques. Així, el 2010, van cofundar el Front Obrer Rus, intentant agrupar les forces d'extrema esquerra amb el Front d'Esquerres, malgrat no reeixir anys després. L'abril de 2012, el partit va modificar el seu nom a l'actual, PCOR-PCUS.
Durant les protestes posteriors a les eleccions presidencials de Belarús del 2020, van demanar als treballadors de Belarús que no permetessin que les protestes derivessin en un "Maidan belarús a l'exemple de Kíev". Alhora, sobre l'operació militar russa a Ucraïna, el partit va donar suport al reconeixement de la República Popular de Donetsk i de la RP de Lugansk per part de Rússia, afirmant que es tractava d'una decisió presa "molt més tard del que hauria d'haver estat, però millor tard que mai"', però va criticar la invasió com imperialista, malgrat reconèixer aspectes positius com la lluita contra el feixisme i la protecció del poble del Donbas.
En els darrers anys mantenen converses amb el Partit Comunista Unit per formalitzar una fusió de les dues organitzacions.